# Here Comes the Bride (1919)
Here Comes the Bride é um filme de comédia mudo produzido nos Estados Unidos e lançado em 1919. É atualmente considerado um filme perdido.